# Dissodon indicus
Dissodon indicus là một loài rêu trong họ Splachnaceae. Loài này được (Mitt.) Müll. Hal. mô tả khoa học đầu tiên năm 1874.